# Mycteroperca microlepis
Mycteroperca microlepis је зракоперка из реда Perciformes и фамилије Serranidae. 

## Угроженост
Ова врста није угрожена, и наведена је као последња брига јер има широко распрострањење.

## Распрострањење
Врста је присутна у Бахамским острвима, Бермудским острвима, Бразилу, Мексику и Сједињеним Америчким Државама.
ФАО рибарска подручја (енг. FAO marine fishing areas) на којима је ова врста присутна су у северозападном Атлантику, западном централном Атлантику и југозападном Атлантику.

## Популациони тренд
Популација ове врсте се смањује, судећи по расположивим подацима.

## Станиште
Станишта врсте су морски екосистеми и делте река.